# جينيفر بيتي
جينيفر بيتي (بالإنجليزية: Jennifer Beattie)‏ هي لاعبة كرة قدم بريطانية، ولدت في 13 مايو 1991 في غلاسكو في المملكة المتحدة. شاركت مع منتخب اسكتلندا لكرة القدم للسيدات. أما مع النوادي، فقد لعبت مع مانشستر سيتي ونادي أرسنال للسيدات.

## وصلات خارجية
- جينيفر بيتي على موقع الاتحاد الدولي (مؤرشف)  (الإنجليزية)
- جينيفر بيتي على موقع الاتحاد الأوربي (الإنجليزية)
- جينيفر بيتي على موقع الاتحاد الإسكتلندي (الإنجليزية)
- جينيفر بيتي على موقع قاعدة بيانات كرة القدم.إي يو (الإنجليزية)
- جينيفر بيتي على موقع Soccerway.com (الإنجليزية)
- جينيفر بيتي على موقع عالم كرة القدم.نت (الإنجليزية)